# Дно (городское поселение)
Дно (муниципа́льное образова́ние «Дно» или городское поселение «Дно») — упразднённое муниципальное образование со статусом городского поселения в Дновском районе Псковской области России.
Административный центр — город Дно.
В мае 2024 года упразднено в связи с преобразованием муниципального района в муниципальный округ.

## География
Территория городского поселения граничит на юге с Искровской волостью, на востоке и юго-востоке — с Выскодской волостью Дновского района, на западе — с Порховским районом, на севере — с Новгородской областью.

## История
Городское поселение «Дно» образовано в соответствии с законом Псковской области от 28 февраля 2005 года № 420-ОЗ.
До апреля 2015 года в состав муниципального образования входили 4 населённых пункта: город Дно, хутор Паклинский, деревни Пригородный и Щильско
Согласно Закону Псковской области от 30 марта 2015 года № 1508-ОЗ «О преобразовании муниципальных образований» сельское поселение Лукомская волость вошла в муниципальное образование (городское поселение) «Дно» с административным центром в городе Дно.

## Население
| 2010  | 2012  | 2013  | 2014  | 2015  | 2016  | 2017  |
| ----- | ----- | ----- | ----- | ----- | ----- | ----- |
| 9183  | ↘8848 | ↘8579 | ↘8392 | ↘8188 | ↗8815 | ↘8677 |
| 2018  | 2019  | 2020  | 2021  |       |       |       |
| ↘8498 | ↘8325 | ↘8162 | ↗8528 |       |       |       |

### Урбанизация
По состоянию на 1 января 2021 года в городских условиях (в городе Дно) проживают 92,05 % населения городского поселения (или 7850 жителя), в сельских — 7,95 % или 678 жителей.
По данным переписи населения 2010 года городское население составляло 98,7 % (9061 житель города Дно), сельское население — 1,3 % (или 122 сельских жителя).

## Состав городского поселения
С апреля 2015 года в состав городского поселения входят 45 населённых пунктов, в том числе 1 город, 1 хутор и 43 деревни:
| №  | Населённый пункт | Тип населённого пункта        | Население | Год  |
| -- | ---------------- | ----------------------------- | --------- | ---- |
| 1  | Бессолово        | деревня                       | 3         | 2010 |
| 2  | Большое Тресно   | деревня                       | 61        | 2010 |
| 3  | Большое Юрково   | деревня                       | 144       | 2010 |
| 4  | Валуй            | деревня                       | 15        | 2010 |
| 5  | Вошково          | деревня                       | 10        | 2010 |
| 6  | Гачки            | деревня                       | 0         | 2010 |
| 7  | Горушка          | деревня                       | 16        | 2010 |
| 8  | Гривки           | деревня                       | 8         | 2010 |
| 9  | Дно              | город, административный центр | 7850      | 2021 |
| 10 | Должицы          | деревня                       | 16        | 2010 |
| 11 | Дубняк           | деревня                       | 0         | 2010 |
| 12 | Залесье          | деревня                       | 4         | 2010 |
| 13 | Замошки          | деревня                       | 33        | 2010 |
| 14 | Ивашково         | деревня                       | 0         | 2010 |
| 15 | Каменка          | деревня                       | 0         | 2010 |
| 16 | Кипрово          | деревня                       | 0         | 2010 |
| 17 | Костыжицы        | деревня                       | 2         | 2010 |
| 18 | Красница         | деревня                       | 0         | 2010 |
| 19 | Лужки            | деревня                       | 3         | 2010 |
| 20 | Лукомо           | деревня                       | 127       | 2010 |
| 21 | Лучкино          | деревня                       | 0         | 2010 |
| 22 | Любонег          | деревня                       | 7         | 2010 |
| 23 | Любянцы          | деревня                       | 3         | 2010 |
| 24 | Лядины           | деревня                       | 9         | 2010 |
| 25 | Малое Тресно     | деревня                       | 0         | 2010 |
| 26 | Нива             | деревня                       | 0         | 2010 |
| 27 | Нинково          | деревня                       | 80        | 2010 |
| 28 | Новодети         | деревня                       | 9         | 2010 |
| 29 | Паклинский       | хутор                         | 45        | 2010 |
| 30 | Переходы         | деревня                       | 0         | 2010 |
| 31 | Подолжицы        | деревня                       | 0         | 2010 |
| 32 | Подосье          | деревня                       | 1         | 2010 |
| 33 | Полосы           | деревня                       | 1         | 2010 |
| 34 | Пригородный      | деревня                       | 33        | 2010 |
| 35 | Раменье          | деревня                       | 2         | 2010 |
| 36 | Скугры           | деревня                       | 257       | 2010 |
| 37 | Смолино          | деревня                       | 4         | 2010 |
| 38 | Соснивицы        | деревня                       | 3         | 2010 |
| 39 | Старое Село      | деревня                       | 4         | 2010 |
| 40 | Сухарево         | деревня                       | 17        | 2010 |
| 41 | Черевково        | деревня                       | 0         | 2010 |
| 42 | Черемново        | деревня                       | 3         | 2010 |
| 43 | Чубаково         | деревня                       | 0         | 2010 |
| 44 | Щильско          | деревня                       | 44        | 2010 |
| 45 | Ясная Поляна     | деревня                       | 0         | 2010 |